# Эджер, Джозеф
Джозеф Эджер (англ. Joseph Eger; 9 июля 1920, Южный Манчестер, штат Коннектикут — 13 января 2013, Дарем, Северная Каролина) — американский валторнист и дирижёр.
Родился в еврейской семье, эмигрировавшей в США из Румынии. Вырос в Питсбурге, начал заниматься музыкой на кларнете, но вскоре переключился на валторну. Учился в Кёртисовском институте музыки в Филадельфии у Антона Хорнера, с которым, как сообщается, постоянно конфликтовал из-за того, что Хорнер симпатизировал нацистам. С началом Второй мировой войны поступил в духовой оркестр ВВС США. После демобилизации обосновался в Нью-Йорке, играл в музыкальном сопровождении бродвейских постановок, иногда выступал, заменяя основного валторниста, в составе Нью-Йоркского филармонического оркестра. Затем по приглашению Альфреда Уолленстайна занял пульт первой валторны в Лос-Анджелесском филармоническом оркестре, играл также в оркестре киностудии XX Century Fox.
К середине 1950-х гг. Эджер стал одним из немногих американских валторнистов, ведущих успешную сольную карьеру. Его исполнение концерта Вольфганга Амадея Моцарта в Карнеги-холле в 1956 году вызвало восторженный отзыв критики. В 1957 году вышел сольный диск Эджера «Вокруг валторны» (англ. Around the Horn), включавший произведения Моцарта, Гайдна, Россини, Шуберта, Бартока, Бернстайна, Гершвина и Д. Гиона. Он также участвовал в различных камерных составах, осуществил несколько записей — в частности, Трио для фортепиано, скрипки и валторны Иоганнеса Брамса (с Виктором Бабиным и Генриком Шерингом). Однако в начале 1960-х гг. исполнительскую карьеру Эджера прервал несчастный случай: зубной врач повредил ему губу.
После этого Эджер начал пробовать себя в дирижировании, начав с занятий в летнем семинаре под руководством Пьера Монтё. В середине 1960-х гг. он некоторое время был ассистентом Леопольда Стоковского в Американском симфоническом оркестре, однако в дальнейшем предпочитал основывать собственные исполнительские коллективы. Проекты Эджера отличались интересом к восточной и новейшей неакадемической музыке (в диапазоне от Джона Леннона до The Nice), а также мультимедийным эффектам, и социальной заострённостью: Эджер охотно выступал на улицах, перед беженцами и жертвами стихийных бедствий, и т. п. В 1990-е годы Эджер ушёл на покой и поселился во Флориде, однако в 2009 году переехал в Северную Каролину, где в последние годы жизни время от времени дирижировал оркестром школьников в городе Дарем.